# 皮尼奧拉 (北卡羅萊納州)
皮尼奧拉（英語：Pineola）是位於美國北卡羅萊納州埃弗里縣的非建制地區。

## 歷史
皮尼奧拉的郵局自1914年營運至今。

## 地理
皮尼奧拉所處的海拔為高於海平面1082米（即3550英呎），而該地所採用的時區為UTC-5，即北美东部时区（EST）。同時該地設有夏令時間，為UTC-5調快一小時，即UTC-4（EDT）。